# Каменна Поруба
Каменна Поруба (словац. Kamenná Poruba) — село, громада округу Жиліна, Жилінський край, регіон Раєцка котліна. Кадастрова площа громади — 14,18 км².
Населення 1844 особи (станом на 31 грудня 2017 року).

## Історія
Каменна Поруба згадується 1365 року.

## Географія
Протікає річка Конштиця.

## Населення
| Рік:            | 1994. | 2004.   | 2014.   | 2024.   |
| --------------- | ----- | ------- | ------- | ------- |
| Кількість осіб: | 1685  | 1815    | 1857    | 1852    |
| Різниця:        |       | +7,71 % | +2,31 % | -0,26 % |

| Рік:            | 2023. | 2024.   |
| --------------- | ----- | ------- |
| Кількість осіб: | 1860  | 1852    |
| Різниця:        |       | -0,43 % |